# Callozostron diplodiadema
Callozostron diplodiadema is een zachte koraalsoort uit de familie Primnoidae. De koraalsoort komt uit het geslacht Callozostron. Callozostron diplodiadema werd in 1996 voor het eerst wetenschappelijk beschreven door Bayer. 